# Amedome Godwords
Amedome "Kaka" Godwords (Kumasi, 2002. október 7. –) ghánai labdarúgó, a szlovák MFK Snina játékosa.

## Pályafutása

### MTK Budapest
Az MTK Budapest 2021. február 16-án jelentette be leigazolását a ghánai MŠK Žilina Africa csapatából. 2022 nyarán az első csapattal utazott a szlovéniai edzőtáborba. 2022. szeptember 9-én mutatkozott be az MTK-ban a Diósgyőr ellen, csereként váltotta a sérült Poór Patrikot a 23. percben. Első gólját a Felsőzsolca elleni Magyar Kupa-mérkőzésen szerezte meg.

### Nyíregyháza Spartacus
2022. január 26-án az MTK Budapest több játéklehetőség reményében kölcsönadta a Nyíregyházának. Négy nappal később mutatkozott be a csapatban a Tiszakécske elleni bajnoki mérkőzésen, csereként Jánvári Gábort váltotta a 86. percben. Összesen 9 meccsen lépett pályára a Nyíregyháza színeiben.

### Jonava
2023. július 31-én szerződést bontott az MTK Budapesttel, és a litván másodosztályban szereplő Jonava együtteséhez írt alá. 2023. augusztus 5-én debütált a bajnokságban a TransINVEST elleni mérkőzésen, amelyen 4–0-s vereséget szenvedett csapatával.

### MFK Snina
2024. július 22-én aláírt a szlovák MFK Snina csapatához.